# Rising Sun (альбом)
Rising Sun — второй студийный корейский альбом группы DBSK, выпущенный 12 сентября 2005 года. Песни написаны известными музыкантами, такими как Yoo Young Jin, kenzie, Hwang Sung Je и Jamie Jones, участник группы All-4-one.

## Об альбоме
2007 год, как говорят, является в K-pop-музыке годом самого резкого спада продаж  в Южной Корее. Самый высокий показатель продаж альбомов, выпущенных в этом году, был у альбома группы SG Wannabe — всего лишь 190998 проданных копий. Альбому «Rising Sun» группы DBSK тем не менее удалось попасть в Ежегодный корейский чарт топ-100, несмотря на то, что альбом был выпущен в 2005 году. Это был самый продаваемый в 2007 году «старый» альбом (выпущенный несколькими годами раньше), занявший 67-е место в чарте.

## Список композиций

### Корейская версия (CD)

#### CD
1. Tonight
2. Beautiful Life
3. Rising Sun (순수)
4. 바보 (Unforgettable)
5. 네가 허락할테니 (Love Is Never Gone)
6. Love After Love
7. Dangerous Mind
8. One
9. Love Is…
10. Free Your Mind (feat. The TRAX)
11. 작은 고백 (Your Love Is All I Need)
12. 약속했던 그때에 (Always There…)

### Японская версия (CD)

#### CD
1. Tonight
2. Beautiful Life
3. Rising Sun (순수)
4. バカみたい (Unforgettable)
5. 許してあげるから (Love Is Never Gone)
6. Love After Love
7. Dangerous Mind
8. One
9. Love Is…
10. Free Your Mind (feat. The TRAX)
11. 小さな告白(Your Love Is All I Need)
12. 約束したその時に(Always There…)
13. Beautiful Life -Japanese Version- (Bonus Track)

### Японская версия (CD + VCD)

#### CD
1. Tonight
2. Beautiful Life
3. Rising Sun (순수)
4. (Unforgettable)
5. (Love Is Never Gone)
6. Love After Love
7. Dangerous Mind
8. One
9. Love Is…
10. Free Your Mind (feat. The TRAX)
11. Your Love Is All I Need)
12. (Always There…)
13. Chinese Version (Unforgettable) — (Bonus Track)
14. Rising Sun — Chinese Version (Bonus Track)

#### VCD
1. Always There… (клип)
2. Rising Sun (клип)
3. Rising Sun (клип — Behind the Scenes) — с японскими субтитрами

### Гонконгская версия (CD + VCD)

#### CD
1. Tonight
2. Beautiful Life
3. Rising Sun (순수)
4. 바보 (Unforgettable)
5. 네가 허락할테니 (Love Is Never Gone)
6. Love After Love
7. Dangerous Mind
8. One
9. Love Is…
10. Free Your Mind (feat. The TRAX)
11. (Your Love Is All I Need)
12. (Always There…)
13. Chinese Version (Unforgettable) — (Bonus Track)
14. Rising Sun — Chinese Version (Bonus Track)

#### VCD
1. Rising Sun (клип)
2. Rising Sun (клип — Behind the Scenes) — с китайскими субтитрами

### Таиландская версия (CD + VCD)

#### CD
1. Tonight
2. Beautiful Life
3. Rising Sun (순수)
4. (Unforgettable)
5. (Love Is Never Gone)
6. Love After Love
7. Dangerous Mind
8. One
9. Love Is…
10. Free Your Mind (feat. The TRAX)
11. 작은 고백 (Your Love Is All I Need)
12. 약속했던 그때에 (Always There…)
13. Chinese Version (Unforgettable) — (Bonus Track)
14. Rising Sun — Chinese Version (Bonus Track)

#### VCD
1. Always There… (клип)
2. Rising Sun (клип)
3. Rising Sun (клип — Behind the Scenes)

### Тайваньская версия (CD + VCD)

#### CD
1. Tonight
2. Beautiful Life
3. Rising Sun (순수)
4. 바보 (Unforgettable)
5. 네가 허락할테니 (Love Is Never Gone)
6. Love After Love
7. Dangerous Mind
8. One
9. Love Is…
10. Free Your Mind (feat. The TRAX)
11. (Your Love Is All I Need)
12. (Always There…)

#### VCD
1. Always There (клип)

## Чарты и продажи

### Ежегодный Корейский чарт топ-100
| Год  | Место в чарте | Продажи | Общие продажи                               |
| ---- | ------------- | ------- | ------------------------------------------- |
| 2005 | #4            | 222,472 | 275, 438 *не учитывая международные продажи |
| 2006 | #31           | 40,521  | 275, 438 *не учитывая международные продажи |
| 2007 | #67           | 12,445  | 275, 438 *не учитывая международные продажи |

### Ежемесячный Корейский чарт топ-50
| Месяц          | Место в чарте | Общие продажи |
| -------------- | ------------- | ------------- |
| Сентябрь, 2005 | #1            | 127,668       |
| Октябрь, 2005  | #3            | 163,513       |
| Ноябрь, 2005   | #3            | 195,730       |
| Декабрь, 2005  | #4            | 222,472       |
| Январь, 2006   | N/A           | N/A           |
| Февраль, 2006  | #19           | 242,924       |
| Март, 2006     | #29           | 245,636       |
| Апрель, 2006   | #30           | 248,264       |
| Май, 2006      | #23           | 251,399       |
| Июнь, 2006     | #31           | 253,162       |
| Июль, 2006     | #35           | 254,792       |
| Август, 2006   | #45           | 256,475       |
| Сентябрь, 2006 | N/A           | N/A           |
| Октябрь, 2006  | N/A           | N/A           |
| Ноябрь, 2006   | #49           | 256,797       |
| Декабрь, 2006  | N/A           | N/A           |